# Christophorus Wittichius
Christophorus Wittichius of Christoph Wittich (Brzeg, 1625 - Leiden, 1687) was een in Silezië geboren Nederlands calvinistisch theoloog.

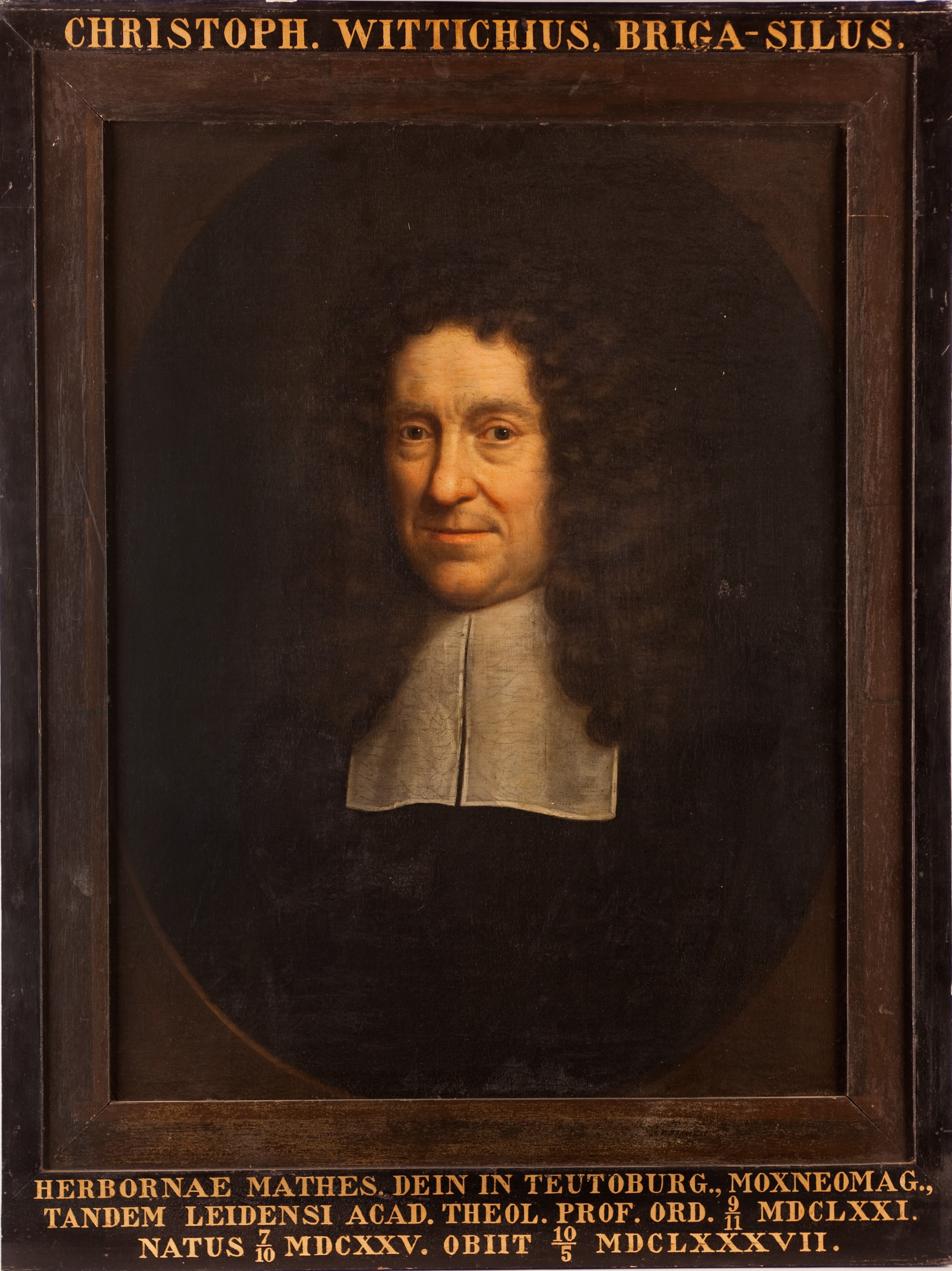
Leids hooglerarenportret van Christophorus Wittichius, Bijzondere Collecties Universiteitsbibliotheek Leiden.

Wittichius studeerde in Bremen, Groningen en Leiden. Hij gaf les in theologie, wiskunde en Hebreeuws in Herborn (1651-53), Duisburg (1653-55), Nijmegen (1655-71) en Leiden (1671-87). 
Hij is bekend vanwege het samenbrengen van filosofie en religie door het Copernicus-principe (dat niet-geocentrisch was en door René Descartes aanvaard werd) toe te passen op Bijbelteksten, die geciteerd waren door Gisbertus Voetius.

## Werk
- Dissertationes Duæ, Amsterdam, 1653.
- De Stylo Scripturae, Amsterdam (?), 1656.
- Consensus veritatis in Scriptura divina et infallibili revelatae cum veritate philosophica a Renato detecta, Nijmegen, 1660.
- Theologia pacifica, Leiden, 1671.
- Anti-Spinoza, Amsterdam, 1690 (posthuum).